# Céline Imart
Céline Imart, née le 24 août 1982 à Toulouse (Haute-Garonne), est une exploitante agricole céréalière, syndicaliste et femme politique française.
Membre de la Fédération nationale des syndicats d'exploitants agricoles (FNSEA) et porte-parole d'Intercéréales, elle est candidate aux élections européennes de 2024 à la deuxième place de la liste soutenue par Les Républicains, dont elle est vice-présidente depuis juin 2025.

## Situation personnelle
Céline Imart est diplômée de l'Institut d'études politiques de Paris et de l'ESSEC Business School. Elle est aussi titulaire d'un brevet professionnel de responsable d'entreprise agricole, suivi par correspondance,.

## Parcours professionnel
Durant deux ans elle est directrice financière d'une filiale du groupe de Vincent Bolloré au Chili. De retour en France, elle intègre à Paris la société de conseils PricewaterhouseCoopers (PwC).
Elle quitte la capitale en 2010 et reprend la ferme familiale d'une superficie de 230 hectares à Aguts dans le Tarn. 
De 2010 à 2015 elle est membre du Conseil économique, social et environnemental, désignée par les Jeunes agriculteurs, dont elle est vice-présidente.
En 2016 elle intervient à distance dans un débat sur France 2 avec Jean-Luc Mélenchon, candidat à l'élection présidentielle, et l'affronte en lui demandant si sa lutte contre l'agriculture industrielle est une manière d'« insulter les agriculteurs français ». En 2018 elle débat sur la même chaîne face à Nicolas Hulot en se prononçant notamment contre l'interdiction du glyphosate. Par ailleurs, elle écrit dans le bulletin d'information de l'Association française des biotechnologies végétales et elle est aussi favorable à l'utilisation des OGM.
Elle est la porte-parole d'Intercéréales, une interprofession et lobby français de la filière céréalière, et membre du bureau de l'Association générale des producteurs de maïs, qui fait partie de la Fédération nationale des syndicats d'exploitants agricoles (FNSEA),,.

## Parcours politique
En 2024 elle est candidate aux élections européennes à la deuxième place de la liste Les Républicains menée par François-Xavier Bellamy. Devenue députée, elle soutient initialement le projet d'accord d'Éric Ciotti, alors président du parti (LR) et le Rassemblement national (RN) pour les élections législatives de 2024, ce qui génère un tollé. Le lendemain elle se désolidarise finalement d’Éric Ciotti.

## Prises de position
Critique vis-à-vis des associations de défense de l'environnement, Céline Imart est favorable aux OGM, notamment pour le maïs. Lors de débats en 2018 elle considère que l'interdiction du glyphosate se fait trop rapidement, et sans suffisamment d'alternatives pour les exploitants.
Elle propose d'« harmoniser les normes au niveau européen, mieux tracer l’origine des produits, faire un choix clair entre une agriculture européenne ouverte, qui se bat sur les marchés mondiaux avec les mêmes armes que ses concurrentes, et une agriculture plus réglementée, mais également plus protégée ».